# Georges Layek
Georges Layek (* 3. April 1922 in Aleppo, Syrien; † 15. April 1983 ebenda) war armenisch-katholischer Erzbischof von Aleppo.

## Leben
Georges Layek empfing am 25. Dezember 1945 die Priesterweihe. Am 13. August 1959 wählte ihn die armenisch-katholische Bischofssynode zum Erzbischof von Aleppo. Diese Wahl wurde am 26. August 1959 durch den Heiligen Stuhl bestätigt. Die Bischofsweihe erfolgte am 25. Oktober 1959 durch den Patriarchen von Kilikien Erzbischof Iknadios Bedros XVI. Batanian, ihm assistierten die Mitkonsekratoren Lorenz Sahag Koguian OM, Titularbischof von Comana Armeniae, und Raphaël Bayan ICPB, Titularbischof von Taua und Koadjutorbischof von Iskanderiya in Ägypten.
Erzbischof Layek war Konzilsvater und nahm an den vier Sitzungsperioden des Zweiten Vatikanischen Konzils (1962–1965) teil. Während seines Aufenthaltes in Nordamerika legte er 1965 den Grundstein für die erste Kirchengemeinde der armenisch-katholischen Kirche in Montréal.

## Mitkonsekrator
Als Erzbischof war er Mitkonsekrator von:
- Mesrob Terzian zum Titularbischof von Comana Armeniae als Weihbischof in Beirut
- Paul Coussa zum Titularbischof von Colonia in Armenia als Weihbischof in Antiochia
- Hemaiag Guedikian CAM zum Titularerzbischof von Chersonesus in Zechia (späterer Patriarch von Kilikien)
- André Bedoglouyan ICPB zum Titularbischof von Comana Armeniae als Weihbischof in Kilikien
- Krikor Ayvazian zum Bischof von Kamichlié in Syrien
- Johannes Kasparian ICPB zum Erzbischof von Bagdad im Irak (späterer Patriarch von Kilikien)
- Vartan Tekeyan ICPB zum Bischof von Ispahan im Iran
- Bonaventura Akiki OFM zum Titularbischof von Larissa in Syrien als Apostolischer Vikar von Aleppo
- Grégoire Ghabroyan ICPB zum Titularbischof von Amida degli Armeni als Apostolischer Exarch in Frankreich
- Guerino Dominique Picchi OFM zum Titularbischof von Sebaste in Palaestina als Apostolischen Vikar von Aleppo